# Производство на основни метали
Производството на основни метали е един от 34-те подотрасъла на преработващата промишленост в Статистическата класификация на икономическите дейности за Европейската общност.
Секторът обхваща производството и рафинирането на метали от руди или скрап, както и първичната му обработка чрез валцуване, леене, изтегляне или пресуване до получаването на продукти като листове, пръти, тел, тръби и отливки.
Към 2017 година в България отрасълът има около 13 хиляди заети и стойност на продукцията 9,65 милиарда лева, повече от половината в „Аурубис България“ в Пирдоп, а други големи предприятия са „София Мед“ в София, „Стомана-Индъстри“ в Перник и КЦМ в Пловдив.